# 富勒奈
富勒奈（法語：Foulenay，法語發音：[fulnɛ]）是法国汝拉省的一个市镇，位于该省西部，属于隆斯勒索涅区。

## 地理
富勒奈（46°51'49"N, 5°29'7"E）面积4.16 平方千米，位于法国勃艮第-弗朗什-孔泰大區汝拉省，该省份为法国东部内陆省份，北起上索恩省，西北接科多尔省，西临索恩-卢瓦尔省，南至安省，东与杜省和瑞士接壤。
与富勒奈接壤的市镇（或旧市镇、城区）包括：莱德费、尚普鲁日耶、拉沙萨涅、绍梅日、舍姆诺、勒维莱。

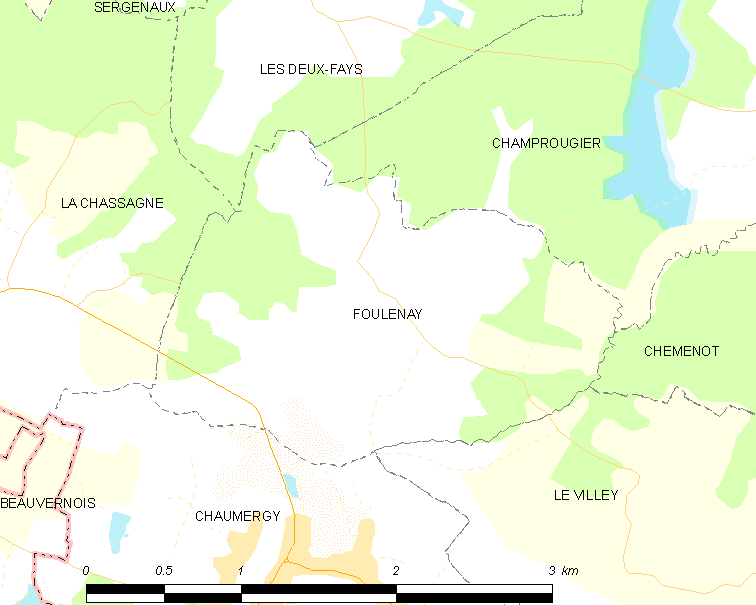
富勒奈的OSM定位图

富勒奈的时区为UTC+01:00、UTC+02:00（夏令时）。

## 行政
富勒奈的邮政编码为39230，INSEE市镇编码为39234。

## 政治
富勒奈所属的省级选区为布莱特朗县。

## 人口

1962-2008年间富勒奈人口变化图示

富勒奈于2022年1月1日时的人口数量为83人。